# Dolina Gąsienicowa

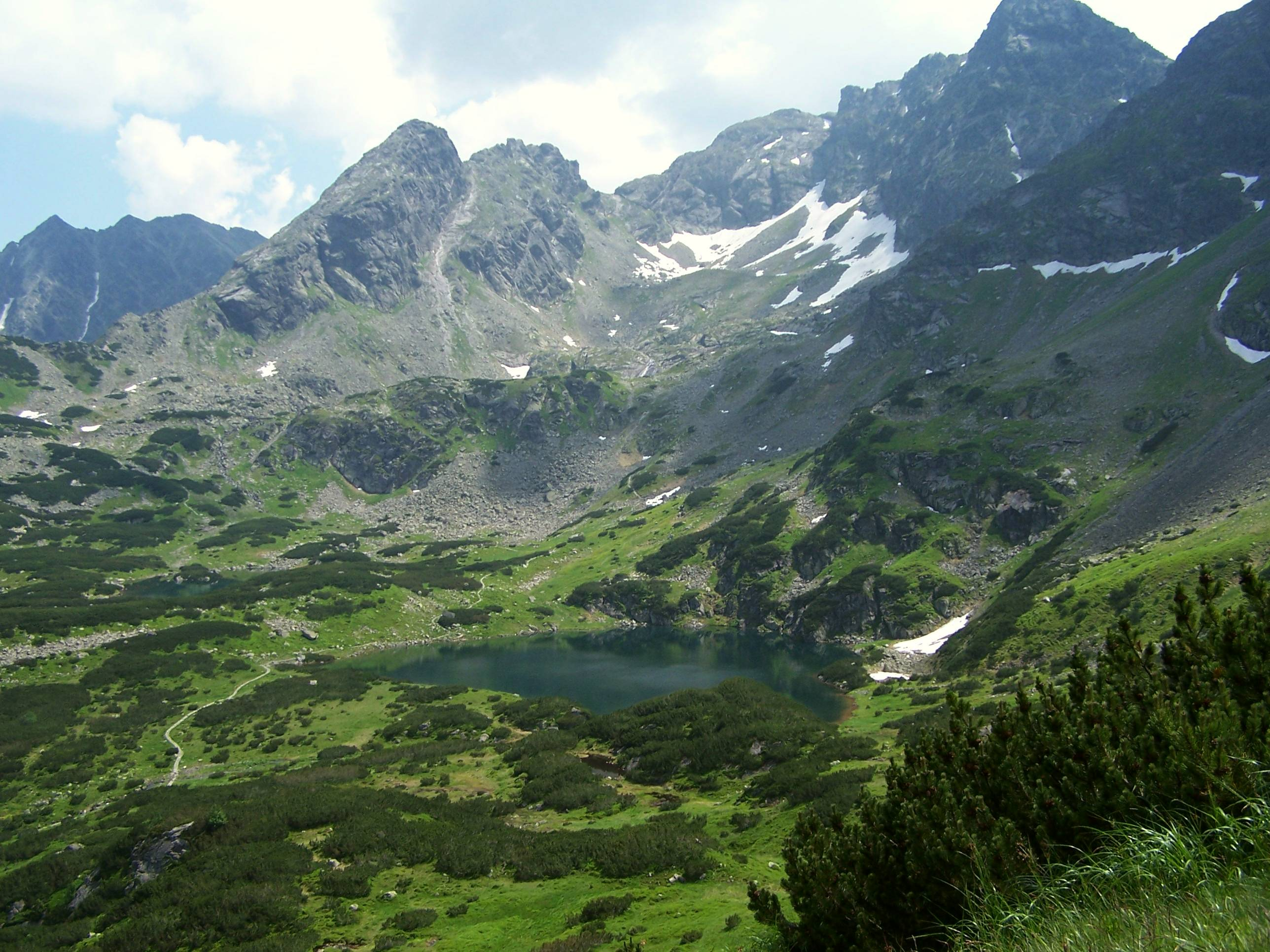
Dolina Zielona Gąsienicowa

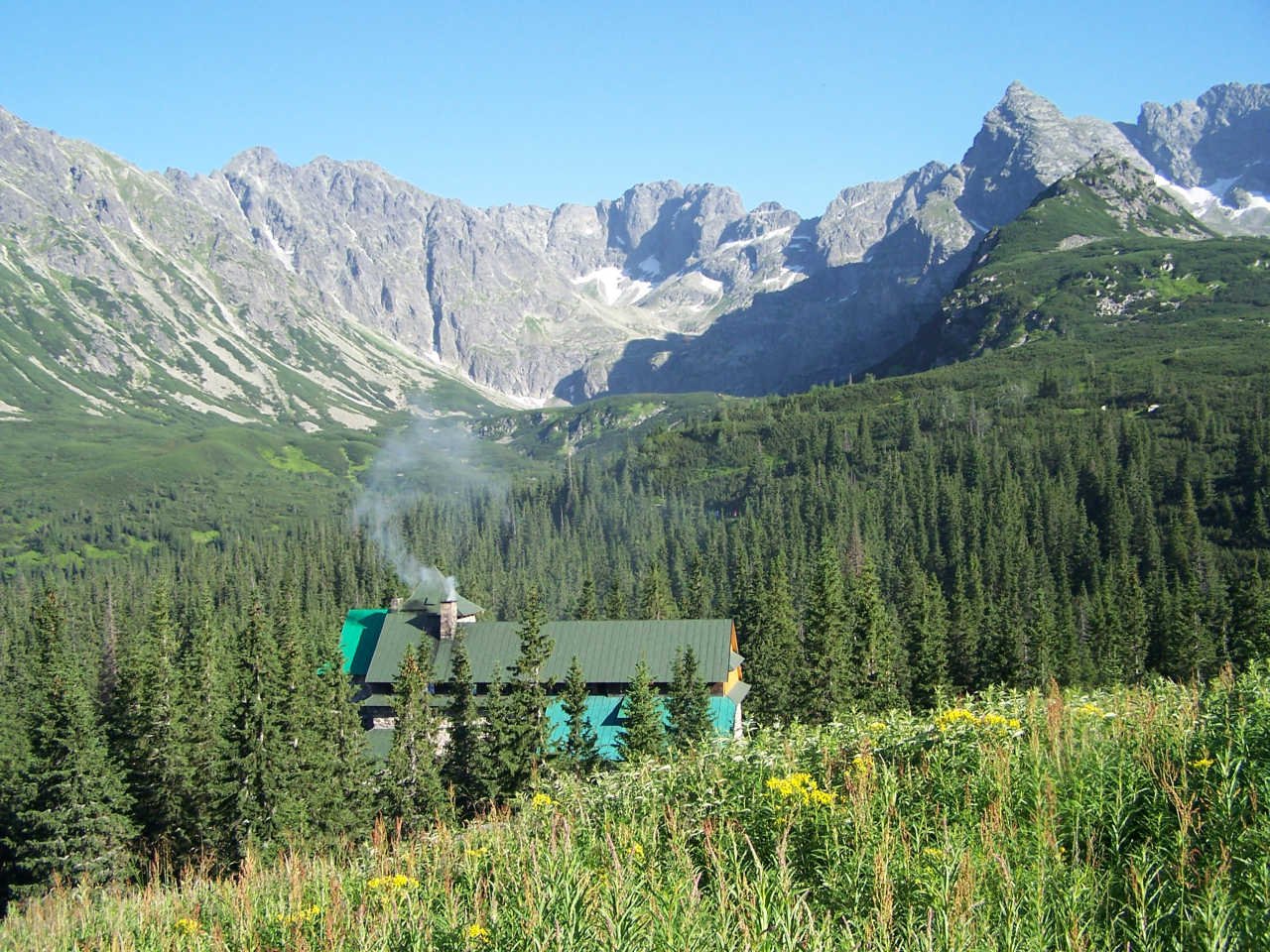
Dolina Czarna Gąsienicowa i schronisko PTTK „Murowaniec”

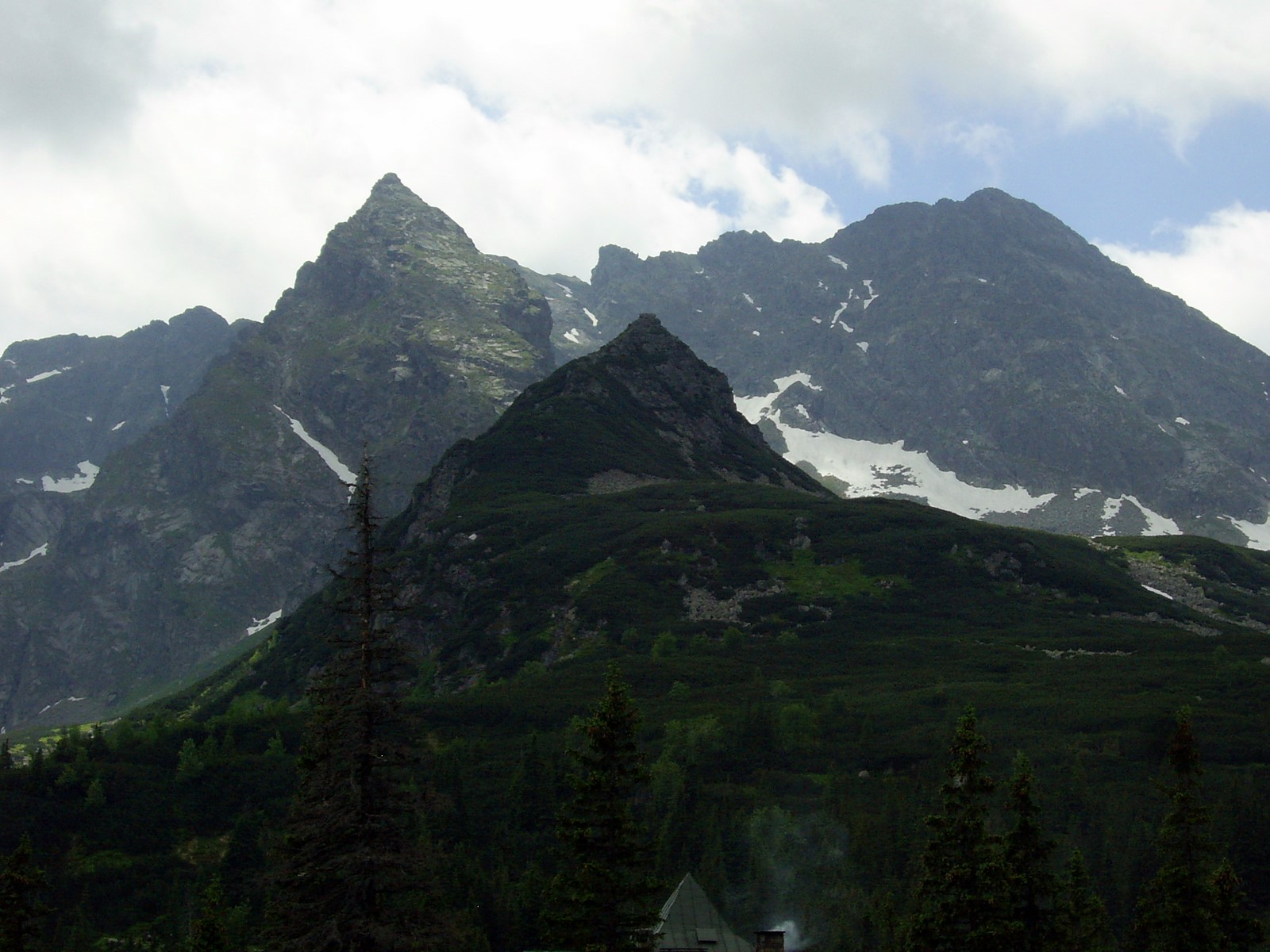
Widok na Kościelec, Mały Kościelec i Świnicę

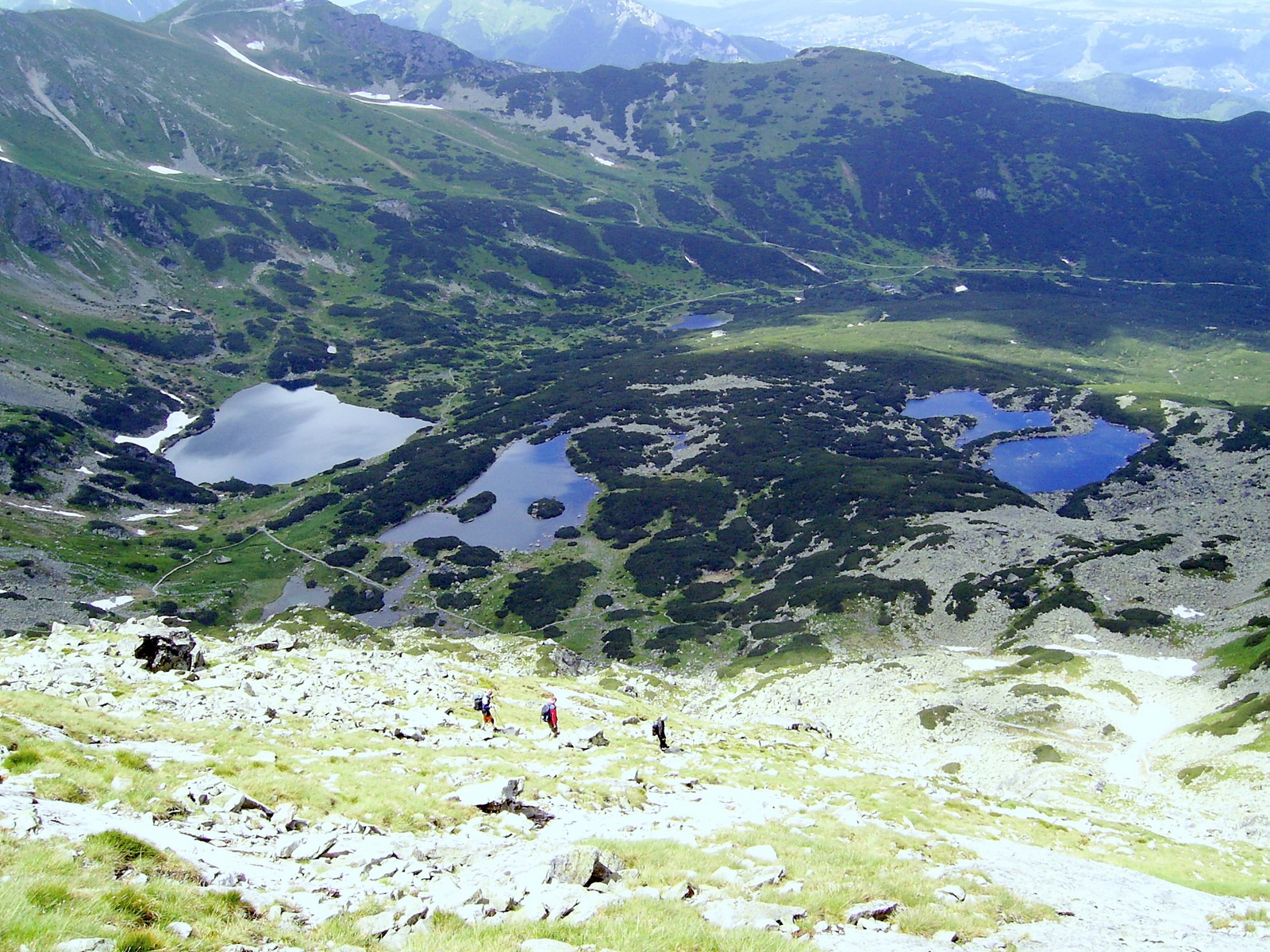
Stawy Gąsienicowe widoczne ze szlaku na Kościelec

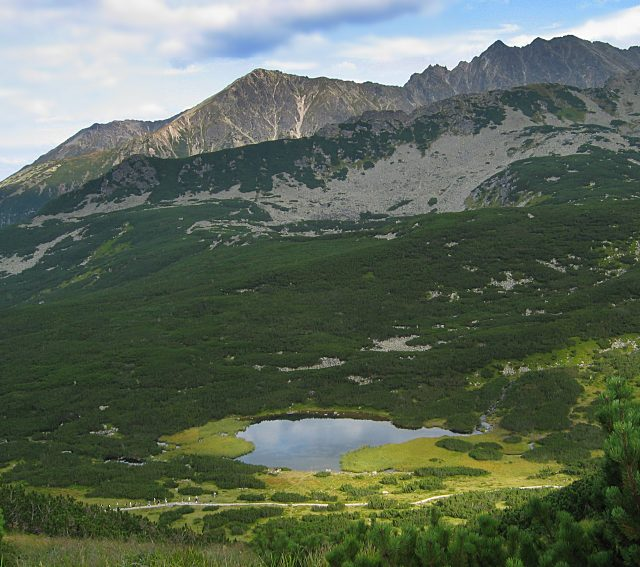
Litworowy Staw i grań Kościelców

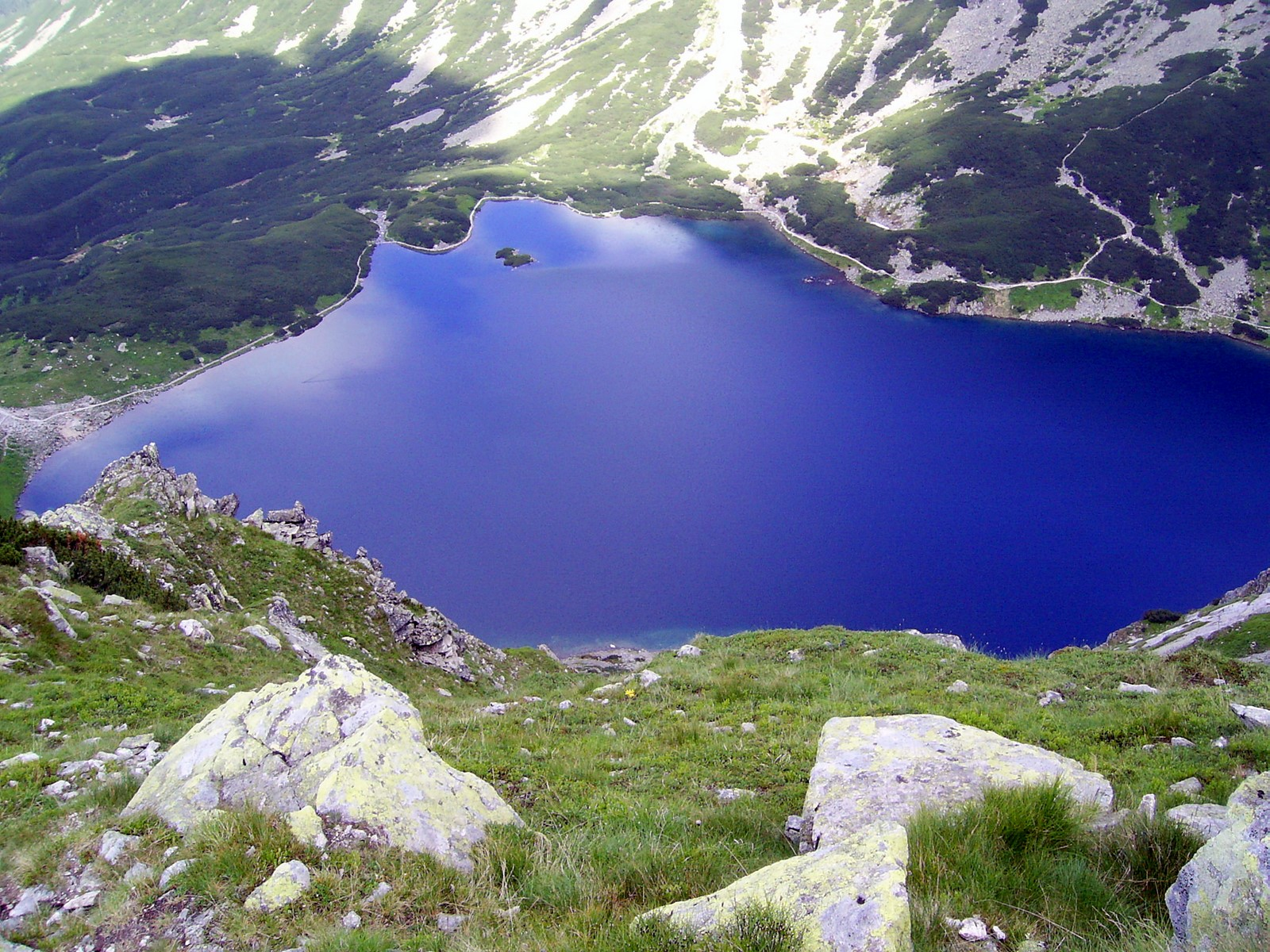
Największy staw doliny – Czarny Staw Gąsienicowy

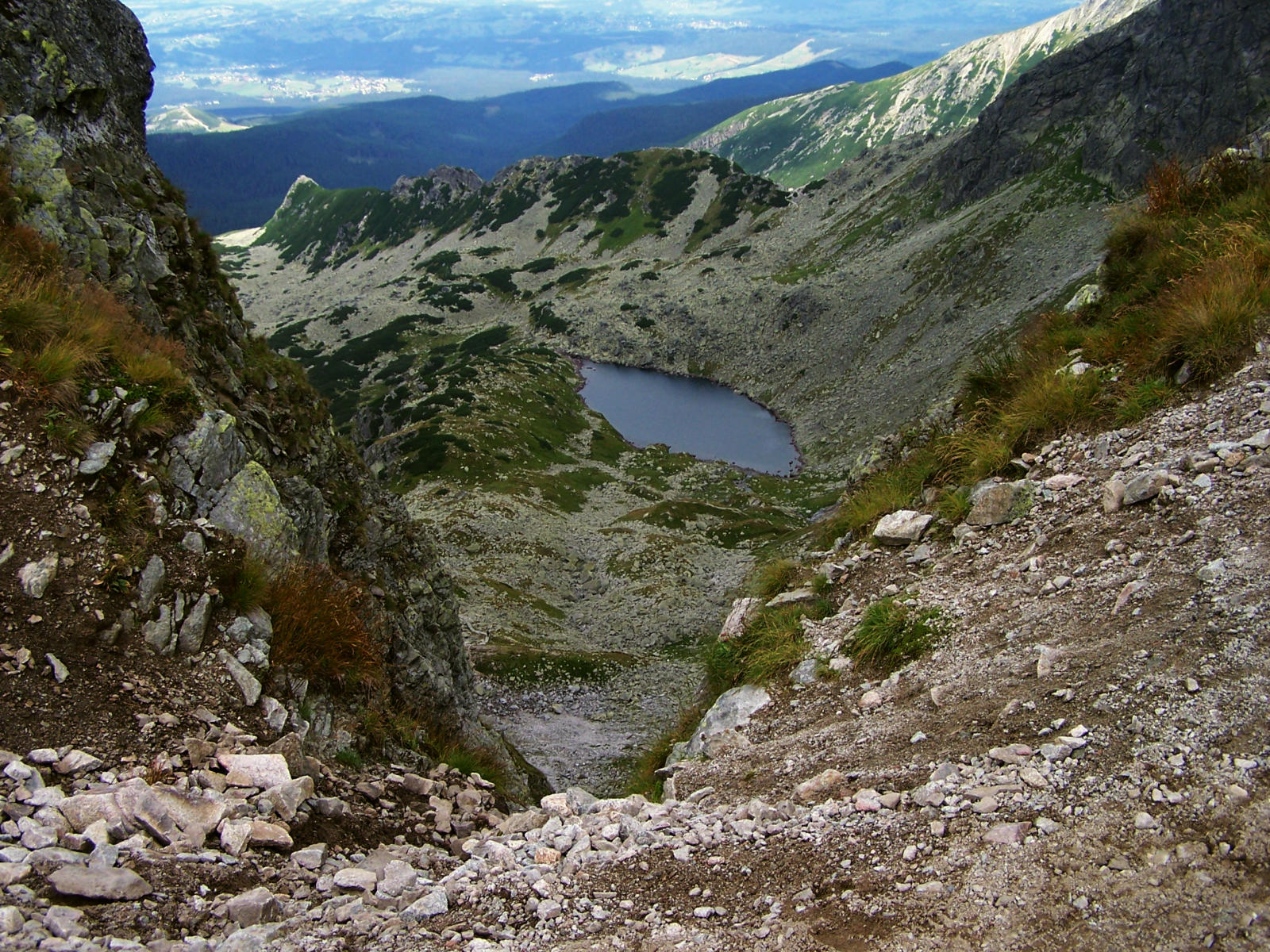
Widok ze Świnickiej Przełęczy

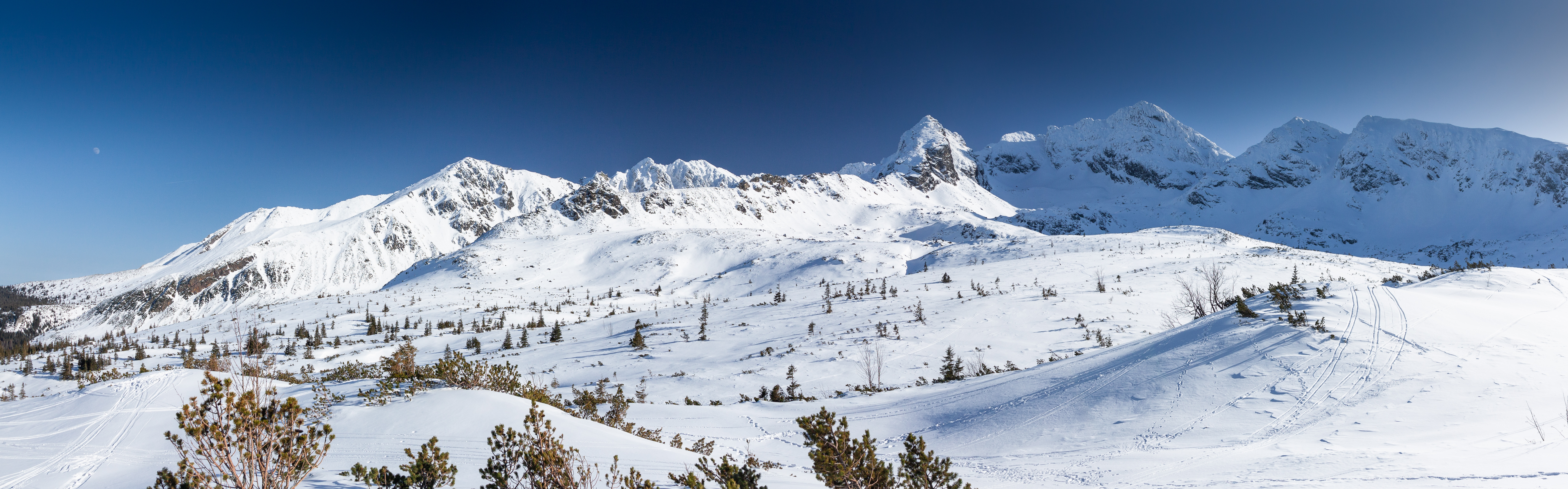
Dolina Gąsienicowa zimą

Dolina Gąsienicowa, dawniej także Dolina Gąsienicowych Stawów (słow. Gąsienicova dolina, niem. Gąsienicatal, węg. Gąsienica-tavak-völgy) – górne piętro Doliny Suchej Wody Gąsienicowej w polskich Tatrach. Oddziela się od niej na wysokości 1425 m (miejsce ujścia Czarnego Potoku do Suchej Wody Gąsienicowej).

## Topografia
Dolinę Gąsienicową ograniczają:
- od wschodu – północna grań Skrajnego Granatu
- od południa – fragment wschodniej grani Świnicy od Skrajnego Granatu do Świnicy i odcinek głównej grani do Kasprowego Wierchu
- od zachodu – północno-wschodnia grań Kasprowego Wierchu po Kopę Magury

Dolina Gąsienicowa ma dwie odnogi rozdzielone Granią Kościelców i nazywane Doliną Czarną Gąsienicową (po wschodniej stronie tej grani) i Doliną Zieloną Gąsienicową (po jej zachodniej stronie).
Dolina Zielona Gąsienicowa ma jedną odnogę – Dolinę Suchą Stawiańską, nazywaną też Kotłem Kasprowym lub Kotłem Gąsienicowym, oraz górne piętra – Świnicką Kotlinkę, Mylną Kotlinkę i Zadnie Koło, położone u podnóża Świnicy. Odnogą Doliny Czarnej Gąsienicowej jest Dolinka Kozia, a górne jej piętra tworzą kotły Czarnego i Zmarzłego Stawu.

## Sieć wodna
W odnodze południowo-zachodniej, nazywanej też Doliną Zieloną Gąsienicową, znajdują się prawie wszystkie stawy Doliny Suchej Wody (tzw. Gąsienicowe Stawy). Są to:
- Zielony Staw Gąsienicowy (3,764 ha),
- Długi Staw Gąsienicowy (1,564 ha),
- Kurtkowiec (1,536 ha z wyspą),
- Dwoisty Staw Gąsienicowy (dwa stawy: 1,355 i 0,880 ha),
- Zadni Staw Gąsienicowy (0,515 ha),
- Litworowy Staw Gąsienicowy (0,407 ha),
- Czerwone Stawki Gąsienicowe (dwa stawy: 0,196 i 0,138 ha),
- Mokra Jama (0,048 ha),
- Kotlinowy Stawek (0,021 ha),
- Dwoiśniaczek (cztery stawy: 0,019, 0,014, 0,007 i 0,002 ha),
- Troiśniak (trzy stawy: 0,017 i 0,003 ha, trzeci zanikający),
- Dwoiśniak (0,007 ha, drugi staw wyschnięty),
- Jedyniak (0,006 ha),
- Samotniak (wyschnięty).

W odnodze południowo-wschodniej, nazywanej Doliną Czarną Gąsienicową, znajdują się pozostałe dwa stawy: Czarny Staw Gąsienicowy (największy w całej dolinie – 17,94 ha) oraz Zmarzły Staw Gąsienicowy (0,28 ha).
Dolina odwadniana jest w dużej części poprzez przepływy podziemne. Wody całej Doliny Zielonej Gąsienicowej przepływają podziemnymi przepływami, m.in. do Doliny Goryczkowej (wydobywają się w Goryczkowym Wywierzysku) i Kasprowej (wypływają tu w Jaskini Kasprowej Niżniej). Głównym ciekiem doliny jest Czarny Potok i Sucha Woda, na znacznej części swojej długości również zanikające pod głazami.

## Historia
Nazwa Doliny Gąsienicowej związana jest z nazwiskiem Gąsieniców, dawniejszych właścicieli. Była dawniej intensywnie wypasana, wchodziła w skład Hali Gąsienicowej. W zapisach pojawiła się już w 1653 r. jako hala Stawów. Na mapach z XIX wieku figuruje nazwa Doliny Siedmiu Stawów. Tętniła życiem pasterskim, była odwiedzana przez zbójników, według podań tutaj werbował do powstania Aleksander Kostka-Napierski. Od tego momentu rozpoczyna się w wyniku naturalnej sukcesji ekologicznej zarastanie doliny lasem i kosodrzewiną. Obecnie dno doliny porastają już ogromne łany kosodrzewiny.

## Turystyka
Odwiedzana przez turystów już na początku XIX wieku jest węzłem dla wielu szlaków turystycznych i bazą wypadową narciarzy (wyciągi narciarskie) i taterników. W dolinie w latach 1921–1925 zbudowano schronisko „Murowaniec”. Do niego poprowadzono w latach 1921–1923 utwardzoną drogę (zamkniętą dla samochodów, używaną m.in. do zaopatrzenia schroniska). Innymi zabudowaniami w dolinie są: baza szkolenia taterników – „Betlejemka”, leśniczówka TPN – „Księżówka”, meteorologiczna stacja pomiarowa PAN, budynek strażników TPN „Gawra” oraz kilka szałasów pasterskich. Obecnie jest to, jak uważa Władysław Cywiński, ...najintensywniej zagospodarowana tatrzańska dolina. Do oceny służą 3 zmierzalne, obiektywne czynniki: liczba miejsc noclegowych, kilometraż szlaków i pojemność wyciągów na jednostkę powierzchni.

## Szlaki turystyczne
Schronisko Murowaniec w Dolinie Gąsienicowej jest węzłem szlaków turystycznych:
 – szlak niebieski z Kuźnic przez Boczań, Skupniów Upłaz i Przełęcz między Kopami do Murowańca, stąd dalej nad Czarny Staw Gąsienicowy i na Zawrat.
- Czas przejścia z Kuźnic do Murowańca: 2 h, ↓ 1:35 h
- Czas przejścia z Murowańca na Zawrat: 2:20 h, ↓ 1:50 h

  – do Przełęczy między Kopami prowadzi też szlak żółty doliną Jaworzynką. Czas przejścia z Kuźnic do Murowańca tą drogą i dalej szlakiem niebieskim: 2 h (↓ 1:35 h)
 – czarny do Brzezin przez Psią Trawkę. Czas przejścia: 1:45 h, ↑ 2:15 h
 – zielony do Wierchporońca przez Rówień Waksmundzką, Gęsią Szyję i Rusinową Polanę. Czas przejścia: 3:50 h, z powrotem 4:15 h
 – żółty z Kasprowego Wierchu przez Gienkowe Mury i Roztokę Stawiańską do Murowańca, stąd Doliną Pańszczycą na przełęcz Krzyżne.
- Czas przejścia z Kasprowego Wierchu do Murowańca: 1:05 h, ↑ 1:25 h
- Czas przejścia z Murowańca na Krzyżne: 2:45 h, ↓ 2:05 h.